# CSNET

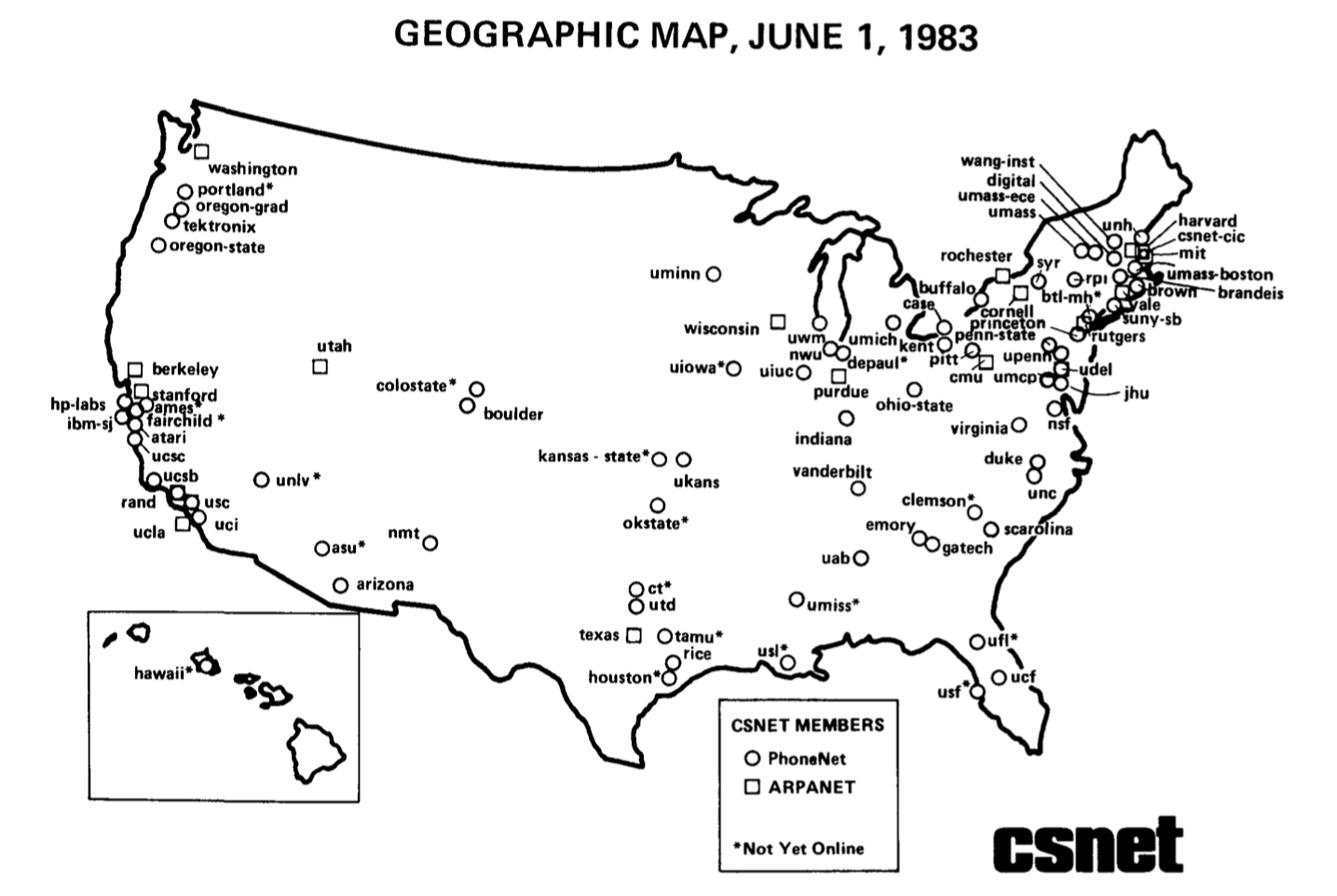
Carte du réseau CSNET au USA

Le Computer Science Network (CSNET) est un réseau informatique créé en 1981 aux États-Unis. Son but était d'étendre l'accès au réseau ARPANET des établissements universitaires et de recherche qui ne pouvaient y être connectés directement. Il a joué un rôle important dans le développement d'Internet. CSNET a été financé par la National Science Foundation (NSF) pour une période initiale de trois ans de 1981 à 1984.

## Histoire
Lawrence Landweber de l'université du Wisconsin à Madison est, en 1979, à l'origine du projet au nom d'un consortium d'universités. 
La National Science Foundation missionne David J. Farber de l'université du Delaware pour évaluer le projet. Farber assigne cette tâche à Dave Crocker qui était impliqué dans le développement de l'e-mail. Le projet fut jugé intéressant, mais nécessitant d'être affiné. La proposition fut toutefois appuyée par Vint Cerf et la DARPA. En 1980, la NSF investit la somme importante pour l'époque de 5 millions de dollars pour lancer le réseau.
La première équipe réunit Lawrence Landweber, David Farber, Peter J. Denning (en) (université Purdue), Anthony Hearn (RAND Corporation), et Bill Kern (NSF). En 1984, lorsque CSNET fut complètement opérationnel, le système fut transféré chez Bolt, Beranek and Newman (BBN) à Cambridge.
En 1981, trois sites étaient connectés : l'université du Delaware, celle de Princeton et Purdue. En 1982, 24 sites étaient connectés, et 84 en 1984 dont un en Israël. Rapidement, des connexions furent établies avec des départements informatiques en Australie, au Canada, en France, en Allemagne, en Corée et au Japon. CSNET a relié plus de 180 institutions.
Une des plus anciennes expérimentations de partage en réseau d'un logiciel libre, netlib, était disponible sur CSNET.
CSNET est l’ancêtre du National Science Foundation Network (en) (NSFNet) qui fut l'épine dorsale d'Internet. CSNET fonctionne de manière autonome jusqu'en 1989 puis fusionne avec Bitnet pour former le Corporation for Research and Educational Networking (en) (CREN). En 1991, le succès de NSFNet rend les services de CSNET redondants et le réseau est fermé en octobre.

## Reconnaissance
En juillet 2009 à Stockholm, lors du meeting de l'Internet Engineering Task Force, l'Internet Society reconnaît la contribution pionnière de CSNET en lui attribuant le prix Jon Postel. Dave Crocker reçoit la récompense, aux noms de Landweber et des autres chercheurs,.